# Здесь рассвет
«Здесь рассвет» (груз. აქ თენდება) — художественный фильм, Грузия-фильм, 1998, драма.

## Сюжет
Крупный политик, один из приближённых президента, руководитель его службы безопасности, стоит перед жизненной дилеммой, продолжить государственную карьеру или уйти со службы ради своего недавно родившегося больного сына.

## В ролях
- Зураб Бегалишвили
- Гурам Пирцхалава
- Нино Коберидзе
- Шота Кристесашвили
- Нино Лежава
- Валерий Харютченко

## Призы
- Специальный приз «Киношок-97»
- Участвовал в номинации на премию «Оскар» за лучший фильм на иностранном языке как лучший грузинский фильм.